# غوراب (سبيدار)
غوراب (بالفارسية: گوراب) هي قرية تقع في إيران في قسم سبیدار الريفي. يقدر عدد سكانها بـ 32 نسمة .